# 釈海賢
釈 海賢（ shihaixian、1900年 - 2013年）は、中国の高僧。河南省南陽の出身。海賢老和尚、海賢法師とも呼ばれる。

## 生涯
1900年生まれで、20歳で出家、23歳で受戒した。苦を師とし、戒を師して、一生涯に念仏を唱えた。老和尚は112歳になるまで、非常に闊達で生活のすべてを自身でこなした。農作業もこなし、袈裟などの針仕事もこなし、しいては柿の木に登って柿をとったりもした。2013年に自身が住職を務めた来佛寺で安らかに円寂。その後、肉身菩薩となった。
こんな逸話が残っている。ある日、老和尚は崖にある小道を歩いていたところ、一匹の狼に出会った。老和尚は因果を深く信じており、逃げても無駄だと思い「借りがあるなら命で返そう」そう思い、念仏を唱え始めた。すると狼は前に来て、彼のズボンを噛み、山の洞窟へと引っ張っていった。そこにはメスの狼がおり、難産のためそこに死んでいた。彼は目を閉じて必死に南無阿弥陀仏と唱えた。十分ほどすると、なんと母狼が目を覚まし、五匹の狼が生まれた。オス狼は頭を垂れ感謝したとのこと。老和尚は、「悪いことはせず、善を行い、以後は畜生道に来てはいけません。仏道の成就のほうがどんなにいいことか」と言ったとされる。
老和尚は一生涯を質素に過ごした。人々によく「念仏です。他は全部偽物なのですから（要念佛啊，其余啥都是假的啊！）」と話している。高僧で有名な浄空法師は「老和尚は百十二歳で往生されました。一生の修行はすばらしく、正知正見、正法をひろめ、彼を見習う人は多くいます。これは仏門における立派な漢です（一位老法师，一百一十二岁往生了。一生修行得很好，正知正见，弘护正法，跟他学习的人很多，这在佛门里面称为丈夫）」と称している。